# Wydział Antropologii i Kulturoznawstwa Uniwersytetu im. Adama Mickiewicza w Poznaniu
Wydział Antropologii i Kulturoznawstwa Uniwersytetu im. Adama Mickiewicza w Poznaniu – jeden z 21 wydziałów Uniwersytetu im. Adama Mickiewicza w Poznaniu, należący do Szkoły Nauk Humanistycznych UAM.

## Historia
Wydział Antropologii i Kulturoznawstwa powstał 1 października 2019 roku, wskutek reorganizacji uczelni. W jego skład wchodzą Instytuty: Antropologii i Etnologii oraz Kulturoznawstwa, a także Katedra Teatru i Sztuki Mediów.

## Kierunki kształcenia

### Studia I stopnia
Dostępne kierunki:
- Etnologia
- Kulturoznawstwo
- Wiedza o teatrze

### Studia II stopnia
Dostępne kierunki:
- Etnologia
- Etnologia, specjalność Cultural Differences and Transnational Processes - studia w języku angielskim
- Kulturoznawstwo
- Kulturoznawstwo, specjalność komunikacja międzykulturowa [Intercultural Communication – studia w języku angielskim]
- Media Interaktywne i Widowiska

## Struktura organizacyjna

### Instytut Antropologii i Etnologii
Dyrektor: prof. dr hab. Michał Buchowski
- Zakład Antropologii Kulturowej
- Zakład Antropologii Społecznej
- Zakład Etnologii
- Zakład Teorii i Metodologii Antropologii

### Instytut Kulturoznawstwa
Dyrektor: dr hab. Agata Skórzyńska
- Zakład Badań nad Kulturą Filmową i Audiowizualną
- Zakład Etyki Gospodarczej
- Zakład Hermeneutyki Kultury
- Zakład Kulturowych Studiów Miejskich
- Zakład Semiotyki Kultury
- Pracownia Badań nad Kulturą Artystyczną
- Pracownia Badań nad Uczestnictwem w Kulturze
- Pracownia Historii i Metodologii Nauk o Kulturze
- Pracownia Performatyki
- Pracownia Religioznawstwa i Badań Porównawczych

### Katedra Teatru i Sztuki Mediów
Kierownik: p.o. dr hab. Alina Mądry

### Pozostałe jednostki
- Regionalne Obserwatorium Kultury
- Centrum Badawcze Humanities/Art/Technology Research Center

## Poczet dziekanów
1. dr hab. Jacek Sójka (2019–2024)
2. dr hab. Rafał Koschany (od 2024)

## Władze Wydziału
W kadencji 2024–2028:
| Stanowisko                                        | Imię i nazwisko            |
| ------------------------------------------------- | -------------------------- |
| Dziekan                                           | dr hab. Rafał Koschany     |
| Prodziekan ds. organizacji i rozwoju              | dr hab. Wojciech Dohnal    |
| Prodziekan ds. nauki i współpracy międzynarodowej | dr hab. Agnieszka Jelewska |
| Prodziekan ds. studenckich i kształcenia          | dr hab. Jacek Zydorowicz   |